# Ilse Henar-Hewitt Juridische Bijstand voor Vrouwen
De stichting Ilse Henar-Hewitt Juridische Bijstand voor Vrouwen (IHHJB), kortweg de Stichting Ilse Henar-Hewitt, is een Surinaamse belangenorganisatie.

## Geschiedenis
De organisatie werd op 16 juni 1996 gericht door de Nationale Vrouwenbeweging (NVB), die toen haar 15e verjaardag vierde, en is vernoemd naar Ilse Henar-Hewitt. Zij stond van 1967 tot 1985 als algemeen secretaris aan de leiding van de Surinaamse afdeling van de Young Women's Christian Association (YWCA) en had van 1971 tot 1979 zitting in het internationale bestuur van deze organisatie.

## Activiteiten
De IHHJB biedt juridische hulp en begeleiding aan met name minder draagkrachtige vrouwen en kent de volgende onderdelen:
- Rechtsbijstand
- Rechtsinformatie en wetswijziging
- Nieuwe wetgeving en onderzoek

Naast juridische bijstand richt de IHHJB zich op het verstrekken van algemene informatie aan groepen vrouwen, waaronder door de organisatie van thema-avonden, en trainingen bij bedrijven om seksueel molest op de werkvloer tegen te gaan. Verder brengt de organisatie publicaties uit en adviseert ze de politiek over vrouwenthema's.